# Insomniatic
| Оценки критиков      | Оценки критиков |
| Источник             | Оценка          |
| -------------------- | --------------- |
| Allmusic             | [ 1 ]           |
| Billboard            | (positive)      |
| TheCelebrityCafe.com | (positive)      |
| Famoso Magazine      | [ 4 ]           |
| The Guardian         | [ 5 ]           |
| Jesus Freak Hideout  | [ 6 ]           |
| Robert Christgau     | [ 7 ]           |
| stv.tv               | [ 8 ]           |
| Tommy2.net           | [ 9 ]           |

Insomniatic — третий студийный альбом Aly & AJ, выпущен 10 июля 2007 года в США, и 22 октября 2007 в Великобритании и Италии с новым оформлением обложки. Альбом дебютировал на # 15 месте
в Billboard 200, было продано более 39000 копий за первую неделю. По состоянию на декабрь 2011 года в Соединенных Штатах альбом был продан тиражом 700 000 экземпляров.

## Об альбоме
MTV.com’s The Leak размещены все 12 песен на стандартном издании альбома в полном объёме, 3 июля 2007 года. Песня Blush была исключена в MTV.com полного потока альбома, а также не включена в iTunes издании.
Песня «Like Whoa» была использована в эпизоде MTV's The Hills девочек сделал для телевидения (МТВ) фильм Super Sweet 16: The Movie, премьера которой состоялась 8 июля 2007 года, а в High School Musical 3: Senior Year 24 октября 2008 года. Песня в конечном итоге стал вторым синглом с альбома.
Альбом содержит электропоп, электронный рок и танцевальный поп, влияние звука отличается от их дебюта с использованием синтезаторов, синти-рок-гитар, вокодер, и электронных инструментов. Инструментальные версии всех 12 песен имеются в продаже на iTunes, наряду со стандартными 12-трек альбома с вокалом.
Название альбома на самом деле не слова («Insomniac» служит как существительного и прилагательного). Определение «Insomniatic» как заявил и девушки: «Состояние ума, когда человек становится зависимым от лишения сна, вызванного эпические откровения радость.
Австралийский альбом оставил функции и обложки те же, как и издание люкс, в стороне от „Deluxe Edition“. Она также имеет с оригинальным Chemicals React, как первый трек, следуя остальным стандартным альбомом.

## Отзывы критиков
В целом, альбом получил положительные отзывы критиков.
Фрейзер Макэлпайн из BBC Radio сказал о альбоме:
Aly and AJ’s previous album was rock-pop, some of it light and bubbly, some of it bordering on heaviness. Staccato, often angry pop but still definitely pop. Their second offering, 'Insomniatic,' with this as the lead single seems to have kept the staccato and the venom but added more layers of pop, to create something that sounds like My Chemical Romance going through a blender with some soft-hearted Angry Girl Music.
Don’t let the tango at the start fool you, even as the synths and the vocoder cut in, this is a rock song playing with electronics. Chirpy keyboards flag up the growl of their voices as they deliver self-conscious lines like 'it took too long, it took too long, it took too long for you to call back and normally I would just forget that, except for the fact it was my birthday, my stupid birthday', kicking a guy to the curb for being a forgetful loser amid a glorious barrage of seething rhythms, clicky noises and general madness, as the Michalka sisters swing between honeyed murmurs and psychosis, making for the most danceable mental breakdown I’ve heard in quite some time.
Tommy2.Net says:
Several tracks point toward synth rock by the use of samples, loops and vocal processing including the lead single, Potential BreakUp Song which proves to be a good barometer for the direction they’re heading. Along with the electronic beats, this album features a blend of 70’s and 80’s guitar tones that infuse Bullseye, Like It Or Leave It, and If I Could Have You Back with a sufficient amount of energy

## Поощрения

### США
- Сестры пели отредактированный сингл с альбома Insomniatic, „Potential Breakup Song“, на Live with Regis & Kelly 4 июля 2007 года и снова на The View (U.S. TV series) 3 сентября 2007 года.
- 9 июля 2007 году сестры были на Early Showгде они дали короткое интервью
- 1 августа 2007 году сестры были на MTV Total Request Live принимали от зрителей за кулисами на одном из их останавливает концерт. 26 августа девочек хостинг и одним из организаторов шоу ещё раз.
- Видеоклип на песню „Potential Breakup Song“ был выпущен на Disney Channel в августе 2007 года.
- Они исполняли песни из 'Insomniatic' с Майли Сайрус в качестве разогреве заменяя Jonas Brothers. Вскоре они были заменены Everlife из-за плотного графика Аманды, в съемках своего первого одиночного фильма в The Lovely Bones.

### Великобритания
- Девушки исполнили „Potential Break Up Song“ около London Eye, чтобы способствовать освобождению Великобритании в октябре.
- 3 октября 2007 года, Aly & AJ исполнили Potential Break Up Song» на This Morning, британского утреннего шоу.
- 10 октября 2007 года, сестры исполнили «Potential Break Up Song» и версия «Like Whoa» с расширенной "Relax танцевать брейк в GAY , лондонском ночном клубе.
- Они выступили с группой Великобритании McFly в Лондон в качестве разогреве в туре.
- Они также были показаны на телевидении в субботу утром шоу под названием TMi по телевидению BBC

## Список композиций
| №   | Название                   | Автор(ы)                                                     | Длительность |
| --- | -------------------------- | ------------------------------------------------------------ | ------------ |
| 1.  | «Potential Break Up Song»  | Alyson Michalka, Amanda Michalka, Antonina Armato, Tim James | 3:39         |
| 2.  | «Bullseye»                 | Alyson Michalka, Amanda Michalka, Antonina Armato, Tim James | 3:02         |
| 3.  | «Closure»                  | Alyson Michalka, Amanda Michalka, Antonina Armato, Tim James | 2:50         |
| 4.  | «Division (÷)»             | Alyson Michalka, Amanda Michalka, Antonina Armato, Tim James | 3:44         |
| 5.  | «Like It or Leave It»      | Alyson Michalka, Amanda Michalka, Antonina Armato, Tim James | 3:17         |
| 6.  | «Like Whoa»                | Alyson Michalka, Amanda Michalka, Antonina Armato, Tim James | 2:31         |
| 7.  | «Insomniatic»              | Alyson Michalka, Amanda Michalka                             | 2:47         |
| 8.  | «Silence»                  | Alyson Michalka, Amannda Michalka, Carrie Michalka           | 3:33         |
| 9.  | «If I Could Have You Back» | Alyson Michalka, Amanda Michalka, Dan Wilson                 | 2:53         |
| 10. | «Blush*»                   | Alyson Michalka, Amanda Michalka                             | 3:33         |
| 11. | «Flattery»                 | Alyson Michalka, Amanda Michalka, Antonina Armato, Tim James | 4:08         |
| 12. | «I'm Here»                 | Alyson Michalka, Amanda Michalka                             | 4:06         |
| 13. | «Chemicals React» (Remix)  | Alyson Michalka, Amanda Michalka, Antonina Armato, Tim James | 2:55         |
| 14. | «Careful With Words»       | Alyson Michalka, Amanda Michalka                             | 2:20         |
| 15. | «Tears»                    | Alyson Michalka, Amanda Michalka, Carrie Michalka            | 2:05         |

- «Blush» был исключен из последнего тиража альбома из-за сексуального характера песни.

## Deluxe edition
Издание делюкс часть альбома была первоначально планируется выпустить 6 ноября 2007 года, затем на 4 марта 2008 года, позже 18 марта отменен в Северной Америке после этого. 6-песня расширенной CD включает в себя акустические выступления на Abbey Road Sessions в Великобритании, а также ремиксы, а также бонус DVD, который содержит музыкальные клипы на главные синглы Aly & AJ. Хотя ранние сообщения были уведомлением DVD будет включать Aly & AJ’s My Super Sweet 16/18 Birthday Party Review, My Super Sweet 16/18 Birthday Party, The Aly & AJ Sister Act MTV special, и Aly & AJ featured MTV Cribs. . The deluxe edition only had a Japanese release, on March 5, 2007.
| №   | Название                                                                    | Автор(ы)                                              | Длительность |
| --- | --------------------------------------------------------------------------- | ----------------------------------------------------- | ------------ |
| 1.  | «Potential Breakup Song»                                                    | Aly Michalka, AJ Michalka, Antonina Armato, Tim James | 3:39         |
| 2.  | «Bullseye»                                                                  | Aly Michalka, AJ Michalka, Antonina Armato, Tim James | 3:02         |
| 3.  | «Closure»                                                                   | Aly Michalka, AJ Michalka, Antonina Armato, Tim James | 2:50         |
| 4.  | «?»                                                                         | Aly Michalka, AJ Michalka, Antonina Armato, Tim James | 3:44         |
| 5.  | «Like It or Leave It»                                                       | Aly Michalka, AJ Michalka, Antonina Armato, Tim James | 3:17         |
| 6.  | «Like Whoa»                                                                 | Aly Michalka, AJ Michalka, Antonina Armato, Tim James | 2:31         |
| 7.  | «Insomniatic»                                                               | Aly Michalka, AJ Michalka                             | 2:47         |
| 8.  | «Silence»                                                                   | Aly Michalka, AJ Michalka, Carrie Michalka            | 3:33         |
| 9.  | «If I Could Have You Back»                                                  | Aly Michalka, AJ Michalka, Dan Wilson                 | 2:53         |
| 10. | «Flattery»                                                                  | Aly Michalka, AJ Michalka, Antonina Armato, Tim James | 4:08         |
| 11. | «I'm Here»                                                                  | Aly Michalka, AJ Michalka                             | 4:06         |
| 12. | «Chemicals React» (Remix)                                                   | Aly Michalka, AJ Michalka, Antonina Armato, Tim James | 2:55         |
| 13. | «Careful With Words»                                                        | Aly Michalka, AJ Michalka                             | 2:20         |
| 14. | «Tears»                                                                     | Aly Michalka, AJ Michalka                             | 2:05         |
| 15. | «Blush»                                                                     | Aly Michalka, AJ Michalka                             | 3:33         |
| 16. | «Potential Breakup Song» (Hi-Grand Up Remix Radio Edit)                     |                                                       | 3:47         |
| 17. | «Potential Breakup Song» (Abbey Road Sessions)                              |                                                       | 3:13         |
| 18. | «Bullseye» (Abbey Road Sessions)                                            |                                                       | 3:15         |
| 19. | «Closure» (Abbey Road Sessions)                                             |                                                       | 2:57         |
| 20. | «Division» (Abbey Road Sessions)                                            |                                                       | 3:50         |
| 21. | «Black Horse and the Cherry Tree» (Abbey Road Sessions) (KT Tunstal cover)) | KT Tunstall                                           | 2:51         |

| №  | Название                               | Длительность |
| -- | -------------------------------------- | ------------ |
| 1. | «Rush» (music video)                   |              |
| 2. | «No One» (music video)                 |              |
| 3. | «Chemicals React» (music video)        |              |
| 4. | «Potential Breakup Song» (music video) |              |
| 5. | «Like Whoa» (music video)              |              |

## История издания
Альбом был выпущен 10 июля 2007 года в США, 22 октября 2007 года в Великобритании и Италии — с новой обложкой — и в конечном счете Сингапуре в апреле 2008 года. Расширение Deluxe Edition была выпущена в Японии 5 марта 2008 года. Обложки Deluxe Edition (кроме «подарочное издание» тег) были использован для австралийского релиз от 15 марта 2008 года.
| Region                   | Version            | Date             |
| ------------------------ | ------------------ | ---------------- |
| North America            | Basic album        | 10 July 2007     |
| North America (iTunes)   | Instrumental album | 10 July 2007     |
| Selected parts of Europe | Basic album        | 22 October 2007  |
| Japan                    | Basic album        | November 7, 2007 |
| Japan                    | Deluxe Edition     | 5 March 2008     |
| Australia                | Basic album*       | 18 March 2008    |

* Features the original «Chemicals React» as first track, followed by the rest of the standard album.

## Синглы
«Potential Breakup Song»
- Released: May 24, 2007 (Canada), June 26, 2007 (US), October 8, 2007 (UK)
- Chart positions: #17 (US), #72 (Canada), #22 (UK)

«Like Whoa»
- Released: January, 2008 (US)
- Charts positions: #63 (US), #66 (Canada), #92 (AUS)

## Позиции в чартах
Альбом дебютировал на # 15 место в США в Billboard 200 albums chart, было продано более 39000 копий в первую неделю, став высокий дебют девушек на сегодняшний день . Insomniatic оставался в чартах в течение 18 недель в общей сложности, падает после четырнадцатой недели, и снова подниматеся шесть недель спустя.

| Chart (2007)                           | Высшая позиция |
| -------------------------------------- | -------------- |
| Japan Oricon International Album Chart | 90             |
| UK Albums Chart                        | 72             |
| U.S. "Billboard Billboard 200          | 15             |